# Gahaniella
Gahaniella is een geslacht van vliesvleugeligen uit de familie Encyrtidae. De wetenschappelijke naam van dit geslacht is voor het eerst geldig gepubliceerd in 1926 door Philip Hunter Timberlake.

## Soorten
Het geslacht Gahaniella omvat de volgende soorten:
- Gahaniella akhatovi Trjapitzin, 2010
- Gahaniella brasiliensis (Gomes, 1941)
- Gahaniella californica Timberlake, 1926
- Gahaniella incerta (Howard, 1881)
- Gahaniella saissetiae Timberlake, 1926
- Gahaniella tertia Kerrich, 1953